# Enzo Mari
Enzo Mari (Novara, 1932. április 27. – Milánó, 2020. október 19.) olasz modernista művész és bútortervező.

## Szakmai élete, ismertetői
Az Arts and Crafts movement idealizmusából és saját kommunista politikai nézeteiből merített ihletet.
Az olaszországi Novarában született, és 1952-1956 között a milánói Brera Akadémián tanult. Az 1960-as években kiadott egy könyvsorozatot, köztük az Az alma és a pillangó című, szöveg nélküli festménykönyvet, amely egy hernyó és egy alma történetét ábrázolja. Az 1970-es években megalapította a Nuova Tendenza művészeti mozgalmat a szintén milánói Società Umanitaria professzoraként. Ebben az évtizedben megtervezte a Sof Sof széket, valamint a Box széket is. 1974-ben Enzo Mari kiadta az Autoprogettazione című könyvét, amely szabadon, kézzel elkészíthető bútorok készítésével foglalkozik. Az 1980-as években tervezte meg a modernista Tonietta széket. Tanított a Parmai Egyetemen, az Accademia Carrarában, a Milánói Műszaki Egyetemen és az ISIA-ban Firenzében, a Hochschule der Künstében Berlinben, valamint a bécsi Hochschule für angewandte Kunst nevű intézményekben.
Több alkotása volt már jelen a Modern Művészetek Múzeumában (New York). Visszatérő kiállításai voltak Torinóban és munkájának fontos bemutatója volt az Adhocracy show-ban, az első isztambuli Design Biennálén. Ezen kívül a Milánói Triennálé is tiszteletét fejezte ki Mari előtt.
Enzo Mari 2020. október 19-én, 88 éves korában halt meg a Covid19-pandémia miatt. Neje, Lea Vergine művészettörténész egy nappal később hunyt el, ugyancsak a járvány következtében.

## Díjak és elismerések
- Compasso d'Oro díj: 1967, "az egyedi formatervezés kutatásáért"
- Compasso d'Oro díj: 1979, a "Delfina" székért
- Compasso d'Oro díj: 1987, a "Tonietta" székért
- Compasso d'Oro díj: 2001, a "Legato" asztalért
- Barcelona díj 1997-ben
- A londoni RSA 2000-ben a "HonRDI" (Honorary Royal Designer for Industry) díjban részesítette, melyet mindeddig csak 200 ember érdemelt ki.
- A milánói Műszaki Egyetem Építészmérnöki Kara Marinak 2002-ben ipari tervezői elismerő oklevelet adott át.

## Enzo Mari-idézetek
- "A forma minden."[3]
- "A design halott."[3]
- "Egy modellt szeretnék létrehozni, egy másik társadalom számára."[13]

## Fordítás
- Ez a szócikk részben vagy egészben  az   Enzo Mari című angol Wikipédia-szócikk ezen változatának fordításán alapul.  Az eredeti cikk szerkesztőit annak laptörténete sorolja fel. Ez a jelzés csupán a megfogalmazás eredetét és a szerzői jogokat jelzi, nem szolgál a cikkben szereplő információk forrásmegjelöléseként.